# Landsberger Vertrag
Der Landsberger Vertrag, oft auch als Zweite bayerische Landesteilung bezeichnet, war eine bayerische Landesteilung, in der die sechs Söhne des 1347 verstorbenen römisch-deutschen Kaisers Ludwig der Bayer am 12. September 1349 das väterliche Erbe, zu dem neben Bayern auch Holland, Hennegau, Friesland, Zeeland, Brandenburg und Tirol gehörten, unter sich teilten.
Nur zwei Jahre lang hatten Ludwigs Söhne das Herrschaftsgebiet ihres Vaters gemeinsam verwaltet, bevor sie im Herbst 1349 dessen Aufspaltung in Teilherzogtümer beschlossen. Oberbayern, Brandenburg und Tirol fielen an Ludwig V. den Brandenburger und dessen jüngere Brüder Ludwig VI. und Otto V., während Stephan II. mit seinen Brüdern Wilhelm I. und Albrecht I. Niederbayern und die Niederlande erhielt.
Mit dem Luckauer Vertrag im Dezember 1351 gab Ludwig V. der Brandenburger die Mark Brandenburg an seine Brüder Ludwig VI. den Römer und Otto V. ab, um im Gegenzug Oberbayern alleine regieren zu können. Ludwig V. vereinigte dann die Verwaltung von Oberbayern und Tirol. Niederbayern wurde bereits 1353 im Regensburger Vertrag erneut geteilt, die oberbayerische Linie endete nur zehn Jahre später mit dem Tod Meinhards, des Sohnes des Brandenburgers.